# Visita virtuale
La visita virtuale è una simulazione di un luogo esistente, di solito composto da una sequenza di video o immagini fisse oppure immagini panoramiche o 3D. La visita virtuale può inoltre utilizzare anche altri elementi multimediali come gli effetti sonori, musica, narrazione, e testo. Si distingue dalla diretta televisiva e influenza il tele-turismo.
La frase "tour virtuale" è spesso usata per descrivere una serie di video e insieme di fotografie. Panorama indica una vista ininterrotta, dal momento che un panorama può essere una serie di fotografie o video riprese. 
Tuttavia, le frasi "tour panoramico" e "virtual tour" sono stati associati con i tour virtuali creati utilizzando fotocamere. I percorsi virtuali sono costituiti da una serie di scatti da un unico punto di osservazione. La telecamera e l'obiettivo vengono ruotati attorno a quello che viene definito come nessun punto di parallasse (il punto esatto sul retro della lente, dove la luce converge).
Un video tour è un video completo in movimento di una posizione. A differenza di quello statico del tour virtuale, un video tour è una passeggiata immersiva e lineare in una posizione.
Utilizzando una telecamera, la posizione viene girata a passo d'uomo mentre si sposta continuamente da un punto all'altro in tutta la vista in soggettiva.

## Applicazioni
Per la maggior parte degli scopi aziendali, un tour virtuale deve essere accessibile da qualsiasi luogo. La soluzione principale è un tour virtuale basato sul web. Le principali applicazioni sono:

### Immobiliare
I tour virtuali sono molto popolari nel settore immobiliare. Esistono diversi tipi di tali tour, comprese opzioni semplici come planimetrie interattive e opzioni più sofisticate come tour virtuali a servizio completo. Una planimetria interattiva mostra le fotografie di una proprietà con l'ausilio di una planimetria e delle frecce per indicare dove è stata scattata ciascuna fotografia.

### Conservazione e ricostruzione storica
La tecnologia dei tour virtuali 3D è utilizzata nella documentazione e nella conservazione di proprietà storiche che sono a rischio di essere rase al suolo o soggette ad accesso pubblico limitato. Nei documentari viene spesso usato il tour virtuale per ricostruire realtà estinte come l'Antica Roma, i Dinosauri, alcuni castelli e la Preistoria.

### Mostre d'arte e musei
Si possono creare tour virtuali in mostre d'arte e musei che permettono di accedere con il mouse o il dito da una stanza all'altra e zoomare le opere.

### Negozi
Alcune attività commerciali utilizzano il tour virtuale per far visitare interattivamente negozi e locali.

### Ospitalità
Gli hotel offrono sempre più tour online sui loro siti web, che vanno da foto "a 360 gradi" adibite a tour video prodotti professionalmente. Questi tour sono generalmente offerti dagli hotel nel tentativo di aumentare le entrate delle prenotazioni fornendo agli spettatori online una vista coinvolgente della struttura e dei suoi servizi.

### Passeggiate virtuali
I video delle passeggiate virtuali sono filmati documentari girati mentre la telecamera si sposta continuamente in avanti attraverso un'area urbana o naturale. L'effetto è quello di consentire agli spettatori di sperimentare i luoghi che vedrebbero e i suoni che sentirebbero se viaggiassero effettivamente lungo un percorso particolare alla stessa velocità della telecamera. Le passeggiate virtuali basate sulla fotografia del mondo reale in genere non richiedono l'uso di occhiali o cuffie per realtà virtuale del tipo utilizzato dai giocatori.

### Cinema
Alcuni lungometraggi cinematografici narrativi hanno utilizzato la tecnica della passeggiata virtuale per scopi drammatici. Questi includono le sequenze di apertura di Touch of Evil di Orson Welles e The Player di Robert Altman, il tracking shot attraverso la Copacabana in Goodfellas di Martin Scorsese, Russian Ark di Alexander Sokurov (che consiste in una singola ripresa Steadicam di 96 minuti), le riprese di Alfonso Cuarón in Gravity e quasi l'intera struttura narrativa di Birdman di Alejandro Gonzáles Iñárrito.

### Mappe geografiche
Per orientarsi e consultare mappe geografiche online molti servizi come Google Street View utilizzano i tour virtuali.

## Tecniche

Esempio di foto panoramica utilizzabile per un tour virtuale

- Web 3D[10][11]
- JQuery[12][13]
- Software appositi[14][15]
- Plugin per CMS[16]